# Focus (2015)
Focus (bra: Golpe Duplo; prt: Focus) é um filme estadunidense de ação, comédia romântica e drama. O filme é escrito e dirigido por Glenn Ficarra e John Requa. Estrelado por Will Smith, Margot Robbie e Rodrigo Santoro, o filme foi lançado em 27 de fevereiro de 2015 nos Estados Unidos e em 12 de março de 2015 no Brasil e em Portugal.

## Sinopse
Nicky Spurgeon (Will Smith), um trapaceiro profissional, começa a treinar uma novata na profissão, Jess Barrett (Margot Robbie), até os dois se apaixonarem. Ao mesmo tempo, o sujeito tem que lidar com um importante adversário, um jovem bilionário dono de uma empresa de carros (Rodrigo Santoro).

## Elenco
- Will Smith como Nicky Spurgeon
- Margot Robbie como Jess Barrett
- Rodrigo Santoro como Garriga
- Gerald McRaney como Owens
- BD Wong como Liyuan
- Robert Taylor (Ator Australiano) como McEwen
- Dominic Fumusa como Jared
- Brennan Brown como Horst
- Griff Furst como Gareth
- Adrián Martínez como Farhad

## Produção
O plano inicial era para os atores Ryan Gosling e Emma Stone que trabalharam juntos em Crazy, Stupid, Love nos papéis principais. Após Gosling desistir, o papel foi oferecido a Brad Pitt, porém o mesmo recusou; e também a Ben Affleck, que recusou citando conflitos de agenda, ficando então o papel de protagonizar o longa com Will Smith. Kristen Stewart foi escalada para estrelar a protagonista, mas que realmente ficou com o papel foi Margot Robbie. Apollo Robbins serviu como um consultor, concebendo seus truques e coreografando manobras originais de truque-de-mão. Trazendo Sua experiência única para o filme. Ficarra e Requa declararam: "Apollo é o maior especialista no seu campo e é uma inspiração para nós." A dupla de direção e desenhista de produção Beth Mickle fez uma viagem de reconhecimento para Buenos Aires em junho de 2013, e uma segunda viagem com os produtores Denise Di Novi e Mark Scoon, em que eles finalmente alugaram os bairros de San Telmo, Puerto Madero, Barracas, Retiro, Recoleta e Palermo, bem como Aeroporto de Ezeiza e alguns hotéis. Neil Smith falou no Digital Cinema Society contando várias dicas para a identificar o filme; em uma apresentação, em dezembro de 2013.